# Bart Eeckhout
Bart Eeckhout (1972) is een Belgisch journalist en redacteur.

## Levensloop
Eeckhout studeerde aan de Katholieke Universiteit Leuven.
In 1998 werd hij actief als politiek verslaggever van de krant De Morgen. Bij deze krant was hij vervolgens chef van de nieuwsredactie, chef van de politieke redactie en chef van de cultuurredactie.
In 2016 werd hij aangesteld als opiniërend hoofdredacteur en in 2018 als hoofdredacteur van deze krant, een functie die hij in tandem met Kirsten Bertrand uitoefende. Op 11 september 2021 werd bekend dat Bart Eeckhout de enige hoofdredacteur werd van De Morgen.
Eind maart 2022 werd hij als hoofdredacteur vervangen door Remy Amkreutz en werd hij terug senior writer en hoofdcommentator van de krant.